# Talbot Express
Il Talbot Express è un furgone di grosse dimensioni prodotto dalla Talbot dal 1984 al 1993 e venduto solo nel Regno Unito.
La Peugeot decise di marchiare Talbot il furgone Peugeot J5 frutto della collaborazione PSA-Fiat nella produzione di veicoli commerciali.
Era prodotto in svariati allestimenti ma non riscosse successo neanche in madrepatria.
Dal 1993 scomparve il marchio Talbot e il mezzo originale da cui derivava venne sostituito, nel 1994, dal Peugeot Boxer.